# مساعد قوة جوية

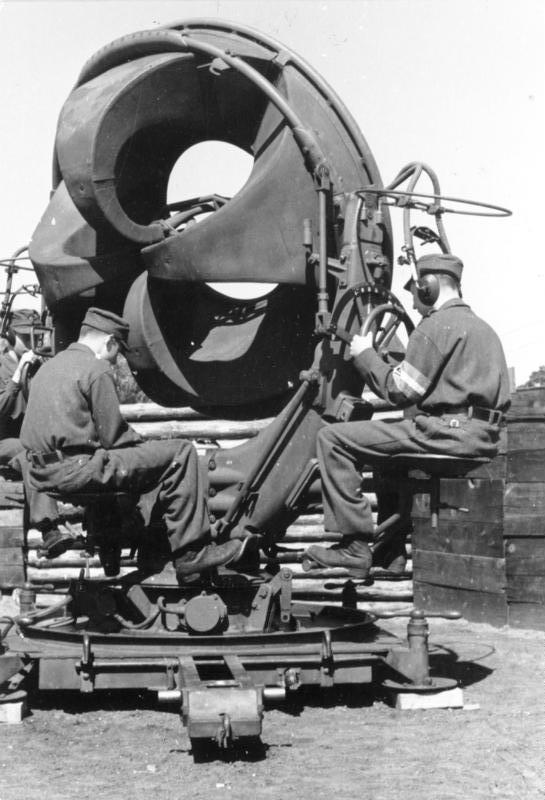
أعضاء في منظمة شباب هتلر يقومون بتشغيل جهاز رصد الأجسام بالصدى.

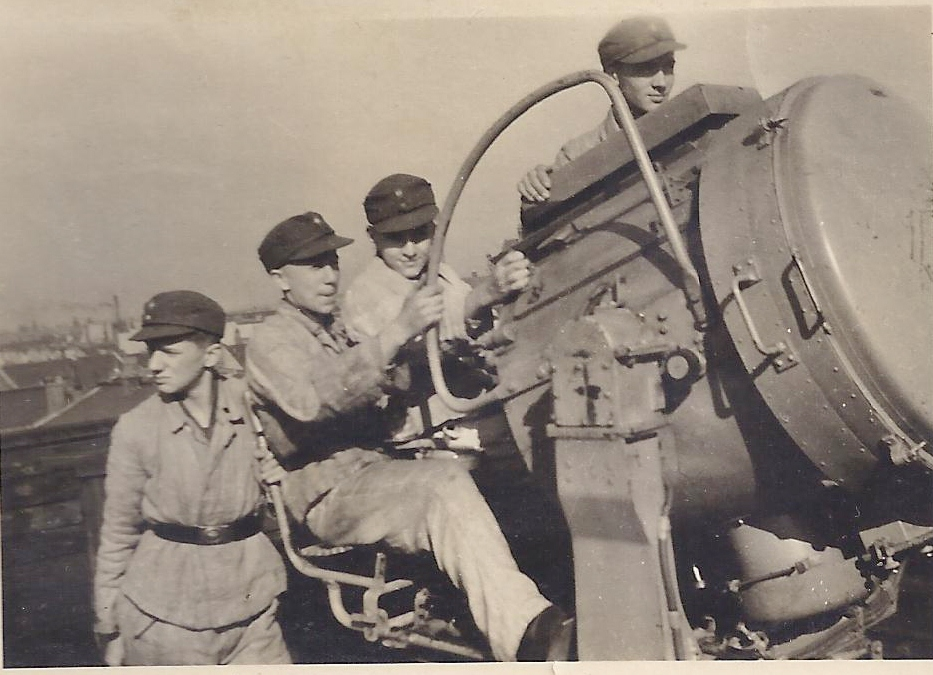
شباب هتلر أثناء عملهم كطاقم على جهاز كشاف مضاد للطائرات في برلين (1943).

مساعد قوة جوية (المعروف أيضًا باسم فلاشيلفر بالألمانية)، هو المسمى الوظيفي الذي يطلق على الأعضاء العاملين في الفريق المساعد للقوات الجوية الألمانية (لوفتفافه) خلال الحرب العالمية الثانية. غالبًا ما تتضمن هذه المصطلحات الطلاب الذين يتم تجنيدهم كجنود أطفال.

## في لاتفيا
في أبريل 1944 ، طلب الألمان تجنيد 7000 فتى من لاتفيا تتراوح أعمارهم بين 14-16 عامًا و400 فتاة للعمل كمساعدين لقوات الدفاع الجوي. ومع ذلك رفضت الإدارة الذاتية للاتفيا على الطلب ووافقت فقط على دعوة الشباب للتطوع. مع تدهور الوضع في الجبهة الشرقية في يونيو ويوليو وافقت الإدارة الذاتية على تجنيد الأولاد المولودين في عامي 1927 و 1928. وفي الفترة من 28 يوليو إلى 9 سبتمبر تم تجنيد 4139 فتى من بينهم 525 متطوعًا.

## أعضاء مشهورين
- بيتر ألكساندر (ممثل ومغني نمساوي)
- برنهارد باناسكوسكي (عالم رياضيات، زميل الجمعية الملكية الكندية)
- هانز ديتريش جينشر (وزير خارجية ألمانيا الغربية)
- يورغن هابرماس (عالم اجتماع ألماني وفيلسوف في تقاليد النظرية النقدية والبراغماتية).
- ديتر هيلدبراندت (فنان كاباريت الألماني)
- نيكلاس لوهمان (عالم اجتماع ألماني، ومفكر بارز في نظرية النظم الاجتماعية.)
- جوزيف راتزينجر ( البابا بنديكت السادس عشر )
- مانفريد روميل (سياسي ألماني وابن إروين روميل، عمدة شتوتغارت )
- والتر سديرماير[الإنجليزية] (ممثل ألماني في المسرح والتلفزيون والسينما)
- فيلهلم فولكرت (مؤرخ ألماني)
- أودو والندي[الإنجليزية] (مؤلف وناشر ألماني)
- هانز جونتر وينكلر (الفروسية الأولمبية الألمانية)
- بول وندرليش (الرسام الألماني ورسام ونحات)